# Morgan-Nunatakker (Ellsworthland)
Die Morgan-Nunatakker sind eine kleine Gruppe von Nunatakkern im westantarktischen Ellsworthland. Sie ragen als südwestlicher Ausläufer der Sweeney Mountains auf.
Entdeckt und fotografiert wurden sie bei der US-amerikanischen Ronne Antarctic Research Expedition (1947–1948). Der United States Geological Survey kartierte sie anhand eigener Vermessungen und mithilfe von Luftaufnahmen der United States Navy zwischen 1961 und 1967. Das Advisory Committee on Antarctic Names benannte die Nunatakker 1968 nach William Raleigh Morgan, Koch auf der Eights-Station im Jahr 1965.